# 1730 au théâtre
| Années du théâtre : 1727 - 1728 - 1729 - 1730 - 1731 - 1732 - 1733    |
| Décennies du théâtre : 1700 - 1710 - 1720 - 1730 - 1740 - 1750 - 1760 |

## Pièces de théâtre représentées
- 23 janvier : Le Jeu de l'amour et du hasard, comédie de Marivaux, au Théâtre-Italien, Paris.
- 24 avril : Démocrite prétendu fou, comédie de Jacques Autreau, par les Comédiens italiens, au théâtre de l'Hôtel de Bourgogne, Paris.
- 11 décembre : Brutus, tragédie de Voltaire, au Théâtre-Français, Paris.

## Naissances
- 2 mars : Antoine Le Blanc de Guillet, écrivain et dramaturge français, mort le 29 juillet 1799.
- 28 avril : Jean-François Cailhava de L'Estandoux, auteur dramatique, poète et critique français, mort le 27 juin 1813.
- 23 août : Abel Seyler, acteur, metteur en scène et directeur de théâtre allemand, mort le 25 avril 1800.
- 19 décembre : Marguerite Brunet, dite Mademoiselle Montansier, comédienne et directrice de théâtre française, morte le 13 juillet 1820.
- 20 décembre : Rose-Perrine Le Roy de La Corbinaye, dite Madame Bellecour, actrice française, morte le 5 août 1799.
- Avant 1730 :
  - André-Guillaume Contant d'Orville, écrivain, compilateur, acteur et dramaturge français, mort vers 1800-1804.

## Décès
- 6 avril : Laurent Bordelon, polygraphe français, auteur de deux comédies, né en 1653.
- 4 juillet : Jean-Antoine du Cerceau, prêtre jésuite français, poète et auteur dramatique, né le 12 novembre 1670.
- 24 novembre : Charlotte Le Noir de La Thorillière, dite Mademoiselle Baron, actrice française, née le 16 avril 1661.